# بيير جيل
بيير جيل هو مصور سينمائي كندي، ولد في 1964 في مونتريال في كندا.

## وصلات خارجية
- بيير جيل على موقع IMDb (الإنجليزية)
- بيير جيل على موقع ألو سيني (الفرنسية)
- بيير جيل على موقع أول موفي (الإنجليزية)
- بيير جيل على موقع قاعدة بيانات الأفلام السويدية (السويدية)
- بيير جيل على موقع قاعدة بيانات الفيلم (الإنجليزية)
- بيير جيل على موقع كينوبويسك (الروسية)